# Vladimir Aleksandrov
 Vladimir Petrovitch Aleksandrov (en russe Владимир Петрович Александров), né le 7 février 1958 à Ilyino (RSFS de Russie), est un bobeur soviétique.

## Biographie
Aux Jeux d'hiver de 1984 organisés à Sarajevo en Yougoslavie, Vladimir Aleksandrov remporte la médaille de bronze en bob à deux avec Zintis Ekmanis. Ce sont les premiers bobeurs soviétiques à remporter une médaille olympique. Pendant sa carrière, il gagne également trois médailles dont une d'or aux championnats d'Europe et six médailles dont une d'or aux championnats de l'Union soviétique.

## Palmarès

### Jeux Olympiques
- : médaillé de bronze en bob à deux aux Jeux olympiques d'hiver de 1984 à Sarajevo  Yougoslavie.